# حل الأديرة

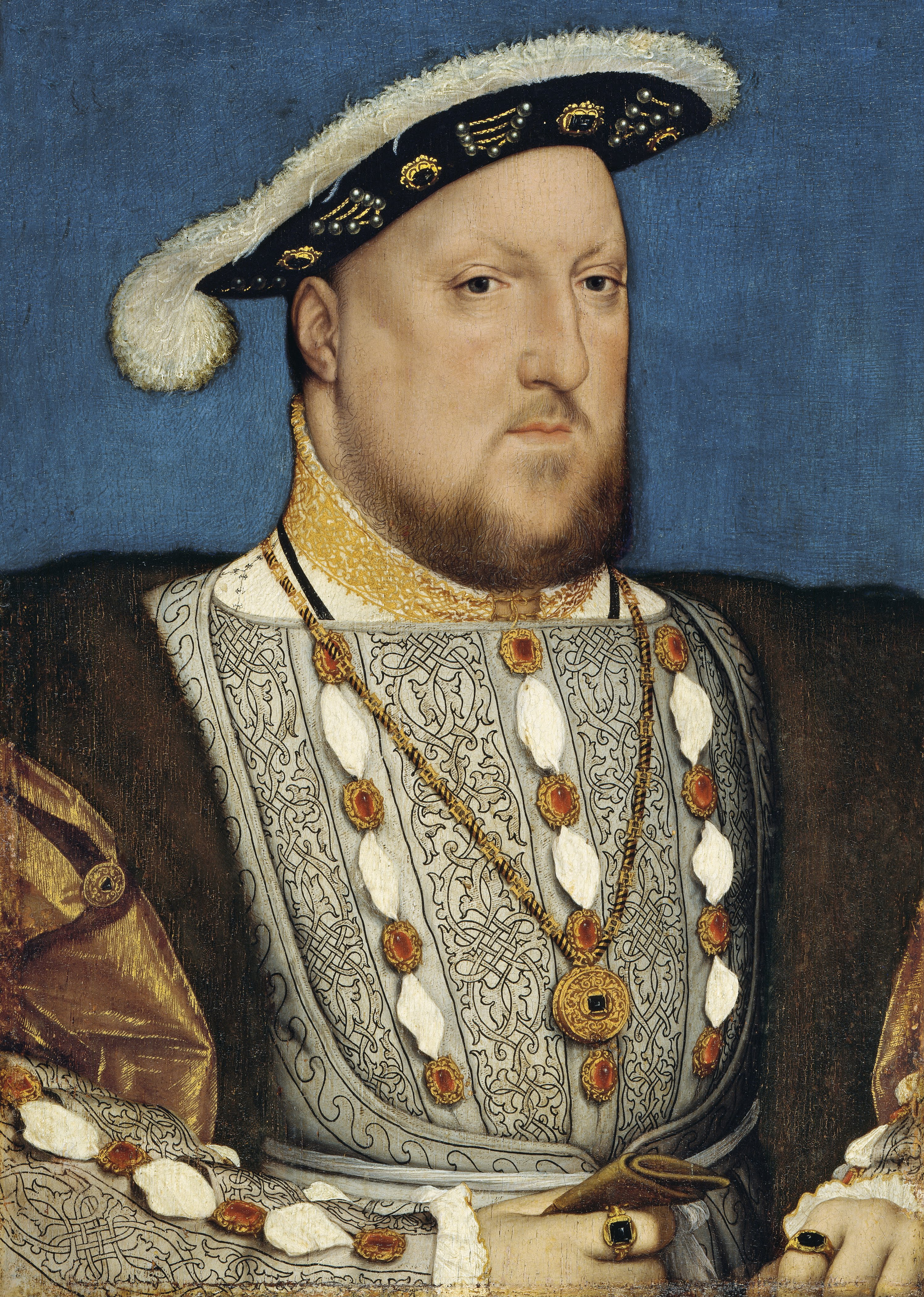
هنري الثامن حوالي 1537 بواسطة هانز هولباين الأصغر. متحف تيسين بورنيميزا، مدريد.

تصفية الأديرة أو حل الأديرة، أحيانا يشار إليها باسم قمع الأديرة، هي مجموعة من الإجراءات الإدارية والقانونية بين 1536 و 1541 والتي حل بموجبها هنري الثامن الأديرة، رئاسة الدير ودير الرهبان، في إنجلترا وويلز وأيرلندا، حيث خصصت لها دخل والتصرف في أصولهم، وتزويدهم بموظفيهم ووظائفهم السابقة. على الرغم من أنه صورت السياسة في الأصل على أنها زيادة الدخل العادي للتاج، فقد بيعت ممتلكات رهبانية سابقة كثيرة لتمويل حملات هنري العسكرية في أربعينيات القرن الخامس عشر. منحت سلطة القيام بذلك في إنجلترا وويلز بموجب قانون السيادة الذي أقره البرلمان في عام 1534 ، والذي جعله الرئيس الأعلى للكنيسة في إنجلترا، وبالتالي فصل إنجلترا عن السلطة البابوية، وبواسطة قانون القمع الأول (1535) وقانون القمع الثاني (1539).

### فهرس المراجع
1. ↑  "معلومات عن حل الأديرة على موقع vocab.getty.edu". vocab.getty.edu. مؤرشف من الأصل في 2022-07-01.

### المعلومات الكاملة للمراجع
- Baskerville، Geoffrey (1937). English Monks and the Suppression of the Monasteries. New Haven, Connecticut: Yale University Press.
- Bernard، G. W. (أكتوبر 2011). "The Dissolution of the Monasteries". History. ج. 96 ع. 324: 390–409. DOI:10.1111/j.1468-229X.2011.00526.x.
- Bradshaw، Brendan (1974). The Dissolution of the Religious Orders in Ireland under Henry VIII. London: Cambridge University Press.
- Cornwall، J.C.K. (1988). Wealth and Society in Early Sixteenth-Century England. Cambridge: Cambridge University Press.
- Dickens، A. G. (1989). The English Reformation (ط. 2nd). London: B. T. Batsford.
- Duffy، Eamon (1992). The Stripping of the Altars: Traditional Religion in England, 1400–1580. New Haven, Connecticut: Yale University Press. ISBN:0-300-06076-9.0-300-06076-9
- Gasquet، F. A. (1925). Henry VIII and the English Monasteries (ط. 8th). London.{{استشهاد بكتاب}}:  صيانة الاستشهاد: مكان بدون ناشر (link)
- Haigh، Christopher (1969). The Last Days of the Lancashire Monasteries and the Pilgrimage of Grace. Manchester: Manchester University Press for Chetham Society.
- Knowles، David (1959). The Religious Orders in England. Cambridge: Cambridge University Press. ج. III.
- Savine، Alexander (1909). English Monasteries on the Eve of the Dissolution. Oxford: The Clarendon Press.
- White، Newport B. (1943). of Irish Monastic Possessions 1540-41/ Extents of Irish Monastic possessions 1540–1. Dublin: Irish Manuscripts Commission. مؤرشف من الأصل في 2020-07-21. اطلع عليه بتاريخ 2017-05-19. {{استشهاد بكتاب}}: تحقق من قيمة |مسار أرشيف= (مساعدة)
- ويلموت، هيو . (2020). حل الأديرة في إنجلترا وويلز . شيفيلد: Equinox Publishing.
- Woodward، G.W.O. (1974). The Dissolution of the Monasteries. London: Pitkin Pictorials Ltd. تركز على إنجلترا وويلز.
- Youings، J. (1971). The Dissolution of the Monasteries. London: Allen and Unwin.

## روابط خارجية
- The Dissolution and Westminster Abbey (2007) نسخة محفوظة 15 أكتوبر 2018 على موقع واي باك مشين. باربرا هارفي ؛ مسح مفصل لعملية حل وستمنستر، في سياق السياسة الحكومية الشاملة.
- Dissolution of the Monasteries
- حل الأديرة
- حل الأديرة وسجلات تاريخية لبعض الأديرة
- بي بي سي الجدول الزمني: تيودورز
- تاريخ بي بي سي: الإصلاح الإنجليزي
- الموسوعة الكاثوليكية : قمع الأديرة الإنجليزية
- حل الأديرة في إنجلترا 1536-1541 : على الموقع ملاحظات التاريخ
- الإصلاح البروتستانتي في إنجلترا بقلم ويليام كوبيت (1763-1835) ، الرسالة السادسة. مصادرة الأديرة.